# Oleksa Hirnyk
Oleksa Hirnyk, född 28 mars 1912 i Österrike-Ungern, död 21 januari 1978 i Sovjetunionen, var en ukrainsk dissident som 1978 brände sig själv till döds på en kulle nära Taras Sjevtjenkos grav i Kaniv i protest mot russifiseringen. År 2007 hedrades han postumt som hjälte i Ukraina.